# La Bergère
La Bergère est un groupe de chanson et de musique traditionnelles français, originaire de la région parisienne. Il est constitué de Sylvie Berger (chant), Emmanuel Pariselle (accordéon diatonique, concertina, chant) et Julien Biget (guitare, bouzouki, chant).

## Biographie

### 1ersalbumsOuvarosaetFi de l'eau(2001–2011)
Après plusieurs années passées à collaborer à différentes formations folk (Roulez fillettes, Tradmania, Les Puces) et à participer aux projets d'artistes d'horizons divers (Alix Quoniam, Éric Montbel, Marc Robine), Sylvie Berger envisage au début des années 2000 de réaliser un album solo. Sa rencontre avec Gabriel Yacoub constitue « une chance inouïe » en cela qu'il la met en confiance et en valeur. Un trio appelé La Bergère se met en place quand Sylvie quitte Lyon pour la région parisienne : elle se retrouve alors « sans personne avec qui jouer, tous ses copains étant à Lyon »[réf. nécessaire]. Sylvie se rappelle avoir rencontré Emmanuel Pariselle à l'occasion du projet Anthologie de la chanson traditionnelle et Julien Biget quelques années plus tôt en jouant à Lille et en Belgique avec Nikki Matheson à l'époque de leur duo Les Puces ; les deux musiciens multi-instrumentistes et chanteurs acceptent la proposition de Sylvie de former avec elle le trio La Bergère, véhicule à la fois léger et complet, idéal pour porter son premier projet musical personnel qui consiste à mêler aux chansons traditionnelles des œuvres originales.
Fidèle à sa proposition formulée quelques années auparavant de « produire un disque avec [Sylvie] », Gabriel Yacoub écrit la plupart des chansons de ce premier album du trio intitulé Ouvarosa,,. Publié en 2002 par Le Roseau, le label de Gabriel Yacoub, l'album présente des textes sensibles et personnels. Outre les compositions et textes de Gabriel Yacoub, on trouve des textes littéraires (Paul Fort, Victor Hugo) plutôt que des textes de chansons traditionnelles. Sylvie explique cela : « Je voulais mettre deux ou trois textes traditionnels dans le disque au départ, et en fait on s'est aperçus qu'on n'était pas arrivés à faire avec ces textes quelque chose de cohérent au niveau des arrangements, qui soit exactement dans le même esprit. C'est en projet, je n'abandonne pas les chansons traditionnelles, ce serait quand même dommage. Ce qui m'intéresse, c'est vraiment de chanter des chansons, qu'elles soient traditionnelles ou pas. Pour moi, c'est essentiel. C'est l'émotion qu'on ressent en les chantant ou en les écoutant qui est importante, ce n'est pas d'où elles viennent. » et ajoute « Ce disque est lié à l'enfance, aux souvenirs, à la mémoire, à l'eau, à des choses qui passent comme ça, sans que je sache pourquoi[réf. nécessaire]. »
Fi de l'eau, le deuxième album studio de La Bergère sort en 2006, également sur le label Le Roseau. Devenue la compagne de Gabriel Yacoub, Sylvie Berger cosigne deux titres de son dernier album en date De la nature des choses sorti en 2008, Le Feu et La Bougie, dont elle signe la musique et Gabriel le texte.

### EPLa Bergère, 3ealbumÉtreintes(2012-2024)
Le trio met ensuite fin à sa collaboration avec Gabriel Yacoub et le label Le Roseau. Le 6 décembre 2012, le trio sort La Bergère au titre éponyme, un EP studio de quatre morceaux en prémices à la sortie de son troisième album prévue courant 2014. Le jeudi 17 janvier 2013, le trio donne un concert à l'estaminet Les Damoiselles à Nieppe.
Le 15 février 2014, La Bergère sort son troisième album Étreintes aux Éditions AEPEM (Association d'Étude, de Promotion et d'Enseignement des Musiques Traditionnelles des Pays de France) et publie un nouveau site web en accompagnement de la sortie du nouvel album. À l'instar des deux premiers albums du trio, Étreintes est enregistré en 5 jours à Liège, en Belgique, au studio Homerecords de Michel Van Achter[source insuffisante]. François Saddi du bimestriel Trad Magazine (no 155) de mai-juin 2014 exprime en ces termes : « Huit ans d'attente pour ce troisième album du trio réuni autour de Sylvie Berger, et à peine la première écoute achevée qu'une insupportable sensation de manque m'étreint. L'album est comme toujours trop court, mais tellement beau [...] Un disque incontournable, à placer d'autorité entre toutes les oreilles. » Par ailleurs, le trio est en couverture du no 151 de mars-avril 2014 du Trad Magazine. Julien Biget en a assuré la direction artistique (notamment le mixage) et a réalisé tous les arrangements des chansons. Le trio a invité à jouer sur deux titres deux musiciens du Trio Gabriel Yacoub, Gilles Chabenat (vielle à roue) et Yannick Hardouin (basse) « pour rajouter un peu de rock 'n' roll »[source insuffisante]. En soutien au nouvel album, le trio annonce une tournée de concerts pour le printemps et l'été 2014 passant par Paris, Lyon et alentours (Couzon-au-Mont-d'Or), Loon-Plage, Château-sur-Allier mais aussi la Belgique à Belsele.
Le 18 octobre 2014, La Bergère donne un concert à Avermes dans l'Allier (le pays de Sylvie Berger) à la Salle Isléa dans le cadre de la Nuit des musiques trad' en Bourbonnais, Cyril Roche remplaçant pour l'occasion Emmanuel Pariselle à l'accordéon,. Par la suite, La Bergère donne trois concerts à Pierrefitte-sur-Sauldre, Lille et Lourouer-Saint-Laurent au Château d'Ars.
Le 17 janvier 2018, La Bergère donne son premier concert en deux ans et demi à Poitiers au Théâtre au Clain (TAC).

### Nouvel album (depuis 2024)
Dix ans après la sortie d'Étreintes, La Bergère annonce, le 1er mars 2024, être de retour avec un nouvel accordéoniste, Cyril Roche, un nouveau répertoire scénique et un nouvel album à paraître au printemps 2025 dont elle dévoile en ligne le premier titre, "Vin de Garde", une chanson signée Sylvie Berger et Gabriel Yacoub, interprétée en live dans une vidéo à la réalisation signée Paul Ellis, filmée à l'atelier de Leïla Daquin de l'association d'arts plastiques Le Camion à Roubaix. 
Le 22 juin 2024, La Bergère (feat. l'accordéoniste Olivier Catteau) donne un double concert (à 14h30 et 16h30) dans la cour de la salle des fêtes de Marant dans le cadre des Ballades musicales en 7 Vallées,. 
Le 1er février 2025, La Bergère annonce le départ de Cyril Roche après 3 années passées au sein du trio) et son remplacement par Thomas Restoin ainsi que le tout premier concert du nouveau trio prévu pour le 28 février 2025 à Loon-Plage, France à la Salle Coluche (19h) ; le concert est finalement annulé, une nouvelle  date sera communiquée ultérieurement.
La Bergère se produira également en juin 2025 :
- le 7 à la Ferme d'en Haut à Villeneuve-d'Ascq,
- le 20 au Folk Center Dranouter (Muziekcentrum Dranouter) à Heuvelland, Belgique[19] (concert annulé),
- le 21 à l'église Sint-Pieterskerk van Langdorp à Aarschot, Belgique dans le cadre du Merodefestival[20],
- le 22 au Muziekclub ’t Ey à Belsele, Belgique.

## Membres

### Membres permanents
- Sylvie Berger — chant (depuis 2001)
- Julien Biget[1] — guitare, bouzouki, chant (depuis 2001)
- Thomas Restoin — accordéon diatonique (depuis 2025)

### Anciens membres
- Emmanuel Pariselle — accordéon diatonique, concertina, chant (2001-~2021)
- Cyril Roche — accordéon diatonique (2014-2025 ; a d'abord été membre occasionnel en remplacement ponctuel d'Emmanuel Pariselle)

## Discographie

### Albums studio
- 2002 : Ouvarosa (Le Roseau)
- 2006 : Fi de l'eau (Le Roseau)
- 2014 : Étreintes (AEPEM)
- 2025 : Nouvel album à paraître

### EP
- 2012 : La Bergère (quatre titres en ligne)